# Berit Digre
Berit Digre (Trondheim, 3 de abril de 1967) é uma ex-handebolista profissional norueguesa, medalhista olímpica.
Berit Digre fez parte da geração medalha de prata de Seul 1988.